# Station Anseremme
Station Anseremme is een spoorwegstation langs spoorlijn 166 (Dinant - Bertrix) in Anseremme, een deelgemeente van de stad Dinant. Het station bevindt zich net ten zuiden van het viaduct van Anseremme, op de rechteroever van de Maas. Het is nu een stopplaats. Het leegstaande stationsgebouw werd in 2014 afgebroken.

## Treindienst
| Serie              | Treinsoort            | Route | Bijzonderheden                                                           |
| ------------------ | --------------------- | --- | ------------------------------------------------------------------------ |
| L 6050             | L-trein (NMBS)        | Namen – Dinant – Anseremme – Bertrix – Libramont                                                                |                                                                          |
| P 7620/8620RE 8600 | Piekuurtrein (NMBS)   | [ Luxemburg – Virton ] / [ [ Aarlen – Virton – ] / [ Dinant – Anseremme – ] Libramont – [ Ciney ] ]             | Een rechtstreekse trein Aarlen - Libramont. Een trein Libramont - Ciney. |
| P 7660/8660        | Piekuurtrein (NMBS)   | Bertrix – Anseremme – Dinant – Namen                                                                            | Rijdt alleen op werkdagen.                                               |
| P 7680/8680RE 8650 | Piekuurtrein (NMBS)   | [ Bertrix – Anseremme – Dinant ] / [ Libramont – [ Virton – ] / [ Marbehan – ] Aarlen ] / [ Athus – Luxemburg ] | Een trein Aarlen - Virton - Libramont. Een trein Athus - Luxemburg.      |
| ICT 6975           | Toeristentrein (NMBS) | Dinant – Anseremme – Houyet                                                                                     | Rijdt van eind mei tot eind september.                                   |

## Galerij

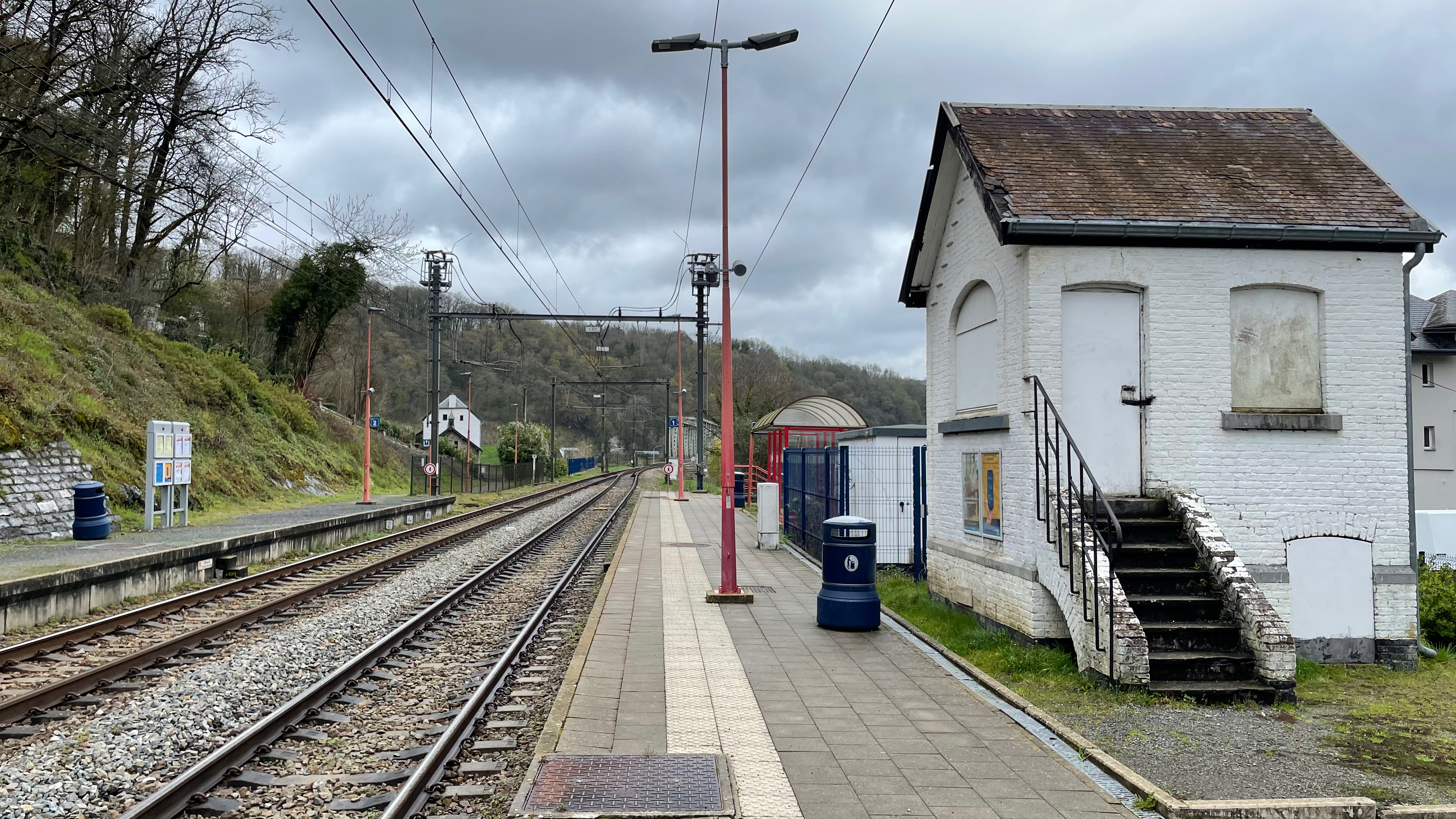
Zicht op het perron
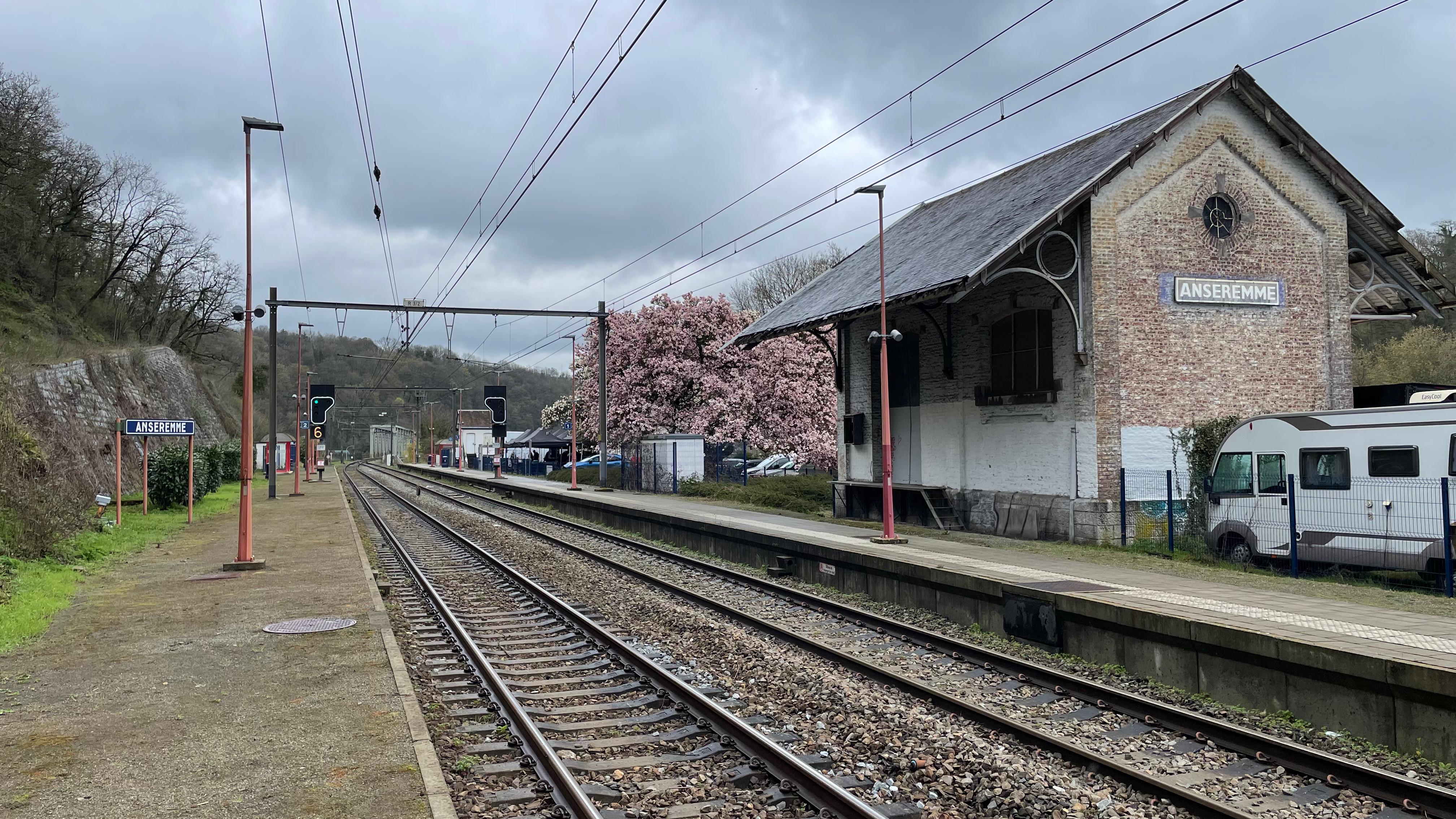
Zicht op de sporen
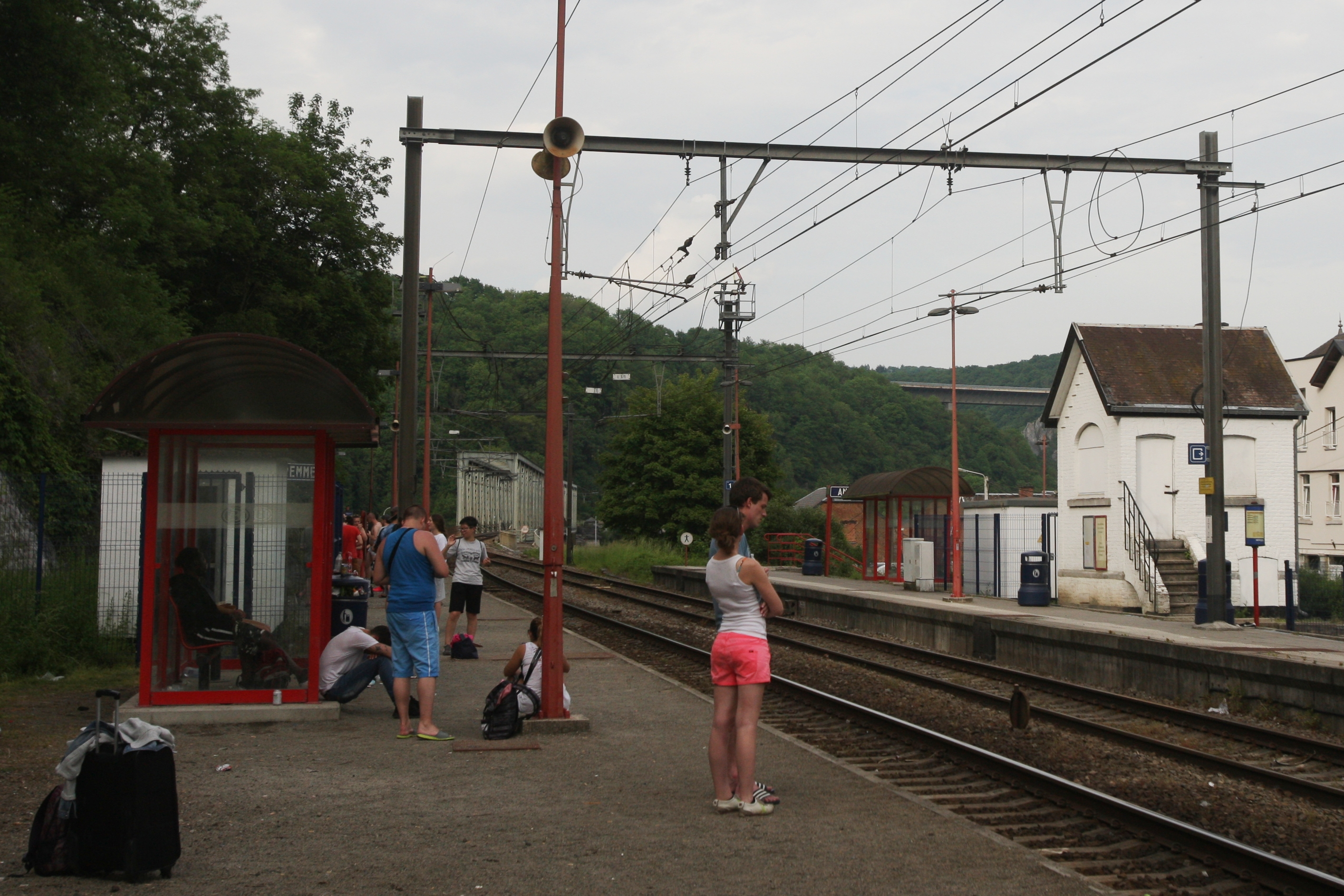
Het station (2017)

## Reizigerstellingen
De grafiek en tabel geven het gemiddeld aantal instappende reizigers weer op een week-, zater- en zondag.
| Tabel: aantal instappende reizigers station Anseremme | Tabel: aantal instappende reizigers station Anseremme | Tabel: aantal instappende reizigers station Anseremme | Tabel: aantal instappende reizigers station Anseremme |
|                                                       | Weekdag                                               | Zaterdag                                              | Zondag                                                |
| ----------------------------------------------------- | ----------------------------------------------------- | ----------------------------------------------------- | ----------------------------------------------------- |
| 1977                                                  | 60                                                    | 38                                                    | 69                                                    |
| 1978                                                  | 58                                                    | 27                                                    | 49                                                    |
| 1979                                                  | 61                                                    | 54                                                    | 64                                                    |
| 1980                                                  | 64                                                    | 15                                                    | 43                                                    |
| 1981                                                  | 61                                                    | 32                                                    | 41                                                    |
| 1982                                                  | 69                                                    | 25                                                    | 44                                                    |
| 1983                                                  | 56                                                    | 27                                                    | 22                                                    |
| 1984                                                  | 39                                                    | 15                                                    | 24                                                    |
| 1985                                                  | 38                                                    | 105                                                   | 26                                                    |
| 1986                                                  | 44                                                    | 79                                                    | 68                                                    |
| 1987                                                  | 55                                                    | 62                                                    | 57                                                    |
| 1988                                                  | 86                                                    | 54                                                    | 133                                                   |
| 1989                                                  | 62                                                    | 38                                                    | 120                                                   |
| 1990                                                  | 9                                                     | 108                                                   | 110                                                   |
| 1991                                                  | 63                                                    | 113                                                   | 113                                                   |
| 1992                                                  | 46                                                    | 110                                                   | 90                                                    |
| 1993                                                  | 44                                                    | 34                                                    | 72                                                    |
| 1994                                                  | 58                                                    | 72                                                    | 70                                                    |
| 1995                                                  | 55                                                    | 51                                                    | 59                                                    |
| 1996                                                  | 56                                                    | 23                                                    | 21                                                    |
| 1997                                                  | 52                                                    | 139                                                   | 103                                                   |
| 1998                                                  | 46                                                    | 106                                                   | 89                                                    |
| 1999                                                  | 152                                                   | 38                                                    | 50                                                    |
| 2000                                                  | 41                                                    | 42                                                    | 86                                                    |
| 2001                                                  | 23                                                    | 11                                                    | 14                                                    |
| 2002                                                  | 39                                                    | 29                                                    | 70                                                    |
| 2003                                                  | 68                                                    | 96                                                    | 74                                                    |
| 2004                                                  | 85                                                    | 82                                                    | 40                                                    |
| 2005                                                  | 77                                                    | 119                                                   | 101                                                   |
| 2006                                                  | 52                                                    | 103                                                   | 130                                                   |
| 2007                                                  | 59                                                    | 100                                                   | 78                                                    |
| 2008                                                  | -                                                     | -                                                     | -                                                     |
| 2009                                                  | 48                                                    | 62                                                    | 64                                                    |
| 2010                                                  | -                                                     | -                                                     | -                                                     |
| 2011                                                  | -                                                     | -                                                     | -                                                     |
| 2012                                                  | 60                                                    | 85                                                    | 49                                                    |
| 2013                                                  | 49                                                    | 50                                                    | 43                                                    |
| 2014                                                  | 52                                                    | 99                                                    | 205                                                   |
| 2015                                                  | 52                                                    | 67                                                    | 55                                                    |
| 2016                                                  | 51                                                    | 72                                                    | 82                                                    |
| 2017                                                  | 103                                                   | 87                                                    | 159                                                   |
| 2018                                                  | 62                                                    | 143                                                   | 57                                                    |
| 2019                                                  | 51                                                    | 124                                                   | 45                                                    |
| 2020                                                  | 55                                                    | 60                                                    | 34                                                    |
| 2021                                                  | -                                                     | -                                                     | -                                                     |
| 2022                                                  | 120                                                   | 170                                                   | 130                                                   |
| 2023                                                  | 172                                                   | 54                                                    | 49                                                    |
| 2024                                                  | 124                                                   | 30                                                    | 29                                                    |

0,0: Tamines ·
2,7: Falisolle ·
5,6: Aisemont ·
10,5: Fosses-la-Ville ·
13,3: Bambois ·
17,4: Saint-Gérard ·
20,7: Mettet ·
24,3: Furneaux ·
25,3: Ermeton-sur-Biert ·
28,2: Maredret ·
29,8: Denée-Maredsous ·
31,3: Sosoye ·
32,8: Falaën ·
35,1: Haut-le-Wastia ·
37,4: Warnant ·
40,3: Anhée ·
41,4: Anhée-Jonction ·
Bouvignes-sur-Meuse ·
Dinant ·
Neffe ·
Anseremme ·
Walzin ·
Gendron-Celles ·
Château d'Ardenne ·
0,0: Houyet ·
3,7: Hour-Havenne ·
5,1: Wanlin ·
8,2: Vignée ·
11,1: Villers-sur-Lesse ·
15,3: Eprave ·
19,3: Rochefort ·
23,1: Jemelle
2,2: Anseremme ·
4,7: Walzin ·
7,2: Gendron-Celles ·
10,4: Château d'Ardenne ·
12,2: Houyet ·
17,5: Wiesme ·
22,2: Beauraing ·
25,0: Martouzin ·
27,2: Pondrôme ·
31,3: Thanville ·
35,3: Vonêche ·
37,0: Gedinne ·
45,4: Louette-Saint-Denis ·
49,3: Bièvre ·
51,6: Graide ·
55,2: Carlsbourg ·
56,3: Merny ·
58,2: Paliseul ·
60,3: Nollevaux ·
61,5: Offagne ·
65,2: Glaumont ·
68,3: Burhaimont ·
70,2: Bertrix